# Gare de Hadjret M'Guil
La gare de Hadjret M'Guil, ou gare de Hadjerat-M'Guil, est une ancienne halte ferroviaire algérienne située dans l'actuelle localité de Hadjret M'Guil, dans la commune de Djeniene Bourezg, dans la wilaya de Naâma.

## Situation ferroviaire
Établie à une altitude de 944,000 m, la gare est située au point kilométrique (PK) 494,023 de la ligne de Oued Tlelat à Béchar, où elle est précédée de la gare de Djeniene Bourezg et suivie de l'ancienne gare de Duveyrier.

## Histoire
La gare est mise en service en 1901 lors de l'ouverture de la section de Aïn Sefra à Duveyrier de l'ancienne ligne à voie étroite d'Oran à Kenadsa via Saïda. Précédée de la gare de Djeniene Bourezg et suivie de l'ancienne gare de Duveyrier, elle était située au PK 592,100 de cette ligne,,.
Cette gare fait partie des gares fortifiées en Algérie construites par l'armée française entre 1881 et 1906 le long de la ligne entre Saïda et Béchar.

## Service des voyageurs

### Dessertes
En 2023, cette halte n'est pas desservie par les trains de la Société nationale des transports ferroviaires.